# Circonscription électorale du Royaume-Uni
Pour les articles homonymes, voir Circonscription électorale.
 (signalé en mai 2025).
Si vous disposez d'ouvrages ou d'articles de référence ou si vous connaissez des sites web de qualité traitant du thème abordé ici, merci de compléter l'article en donnant les références utiles à sa vérifiabilité et en les liant à la section « Notes et références ».
- Archive Wikiwix
- Bing
- Cairn
- DuckDuckGo
- E. Universalis
- Gallica
- Google
- G. Books
- G. News
- G. Scholar
- Persée
- Qwant
- (zh) Baidu
- (ru) Yandex
- (wd) trouver des œuvres sur Wikidata

Les circonscriptions électorales du Royaume-Uni (en anglais : constituencies) sont des divisions électorales employées pour l'élection des membres de la Chambre des communes, ainsi que d'organismes locaux : le Parlement écossais, l'Assemblée nord-irlandaise, l'Assemblée nationale de Galles et l'Assemblée de Londres.
Elles se divisent en deux types : les county constituencies, essentiellement rurales, et les borough constituencies (burgh en Écosse), essentiellement urbaines.

## Circonscriptions de la Chambre des communes

Résultat des élections de 2010.

Elles sont au nombre de 650 lors des élections de 2010. Chacune élit un député au scrutin majoritaire à un tour.

## Circonscriptions du Parlement écossais
Elles sont au nombre de 73. Chacune élit un député au scrutin majoritaire à un tour. En outre, ces circonscriptions sont regroupées en huit régions électorales, qui élisent chacune sept députés supplémentaires, soit 129 élus en tout.

## Circonscriptions de l'Assemblée nord-irlandaise
Elles sont au nombre de 18, 14 county constituencies et 4 borough constituencies (pour Belfast). Chacune élit six députés au scrutin à vote unique transférable, soit 108 députés en tout.

## Circonscriptions de l'Assemblée nationale de Galles
Elles sont au nombre de 40. Chacune élit un député au scrutin majoritaire à un tour. En outre, ces circonscriptions sont regroupées en cinq régions électorales, qui élisent chacune quatre députés supplémentaires, soit 60 élus en tout.